# Ndyong
Ndyong ist ein Ort in der Provinz Centro Sur in Äquatorialguinea. Er liegt etwa 9 km nordöstlich von Evinayong.

## Geographie
Der Ort liegt nordöstlich von Evinayong im Hinterland von Ndyengayong und Micaosi.

## Klima
Nach dem Köppen-Geiger-System zeichnet sich Ndyong durch ein tropisches Klima mit der Kurzbezeichnung Am aus.